# Gvat
Gvat (גְּבַת) est un kibboutz créé en 1926.

## Histoire
Le kibboutz est créé en 1926 par des polonais de Pinsk, dont Haim Gvati, futur ministre de l'agriculture.
Le nom est donné en l'honneur de 35 personnes de la communauté juive de Pinsk, tuées par l'armée polonaise le 5 avril 1919 durant le massacre de Pinsk.